# Mikael Stanne
Mikael Stanne (Göteborg, 20 maggio 1974) è un chitarrista e cantante svedese.
Dal 1994 è cantante dei Dark Tranquillity, e dal 2021 dei The Halo Effect, gruppo interamente formato da ex componenti degli In Flames.

## Carriera
Stanne è stato chitarrista dei Dark Tranquillity nel primo album  Skydancer, e nei loro primi demo, compresi quelli pubblicati sotto il nome di Septic Broiler.
Nel 1994, Anders Fridén, l'allora cantante dei Dark Tranquillity, ha lasciato la band per unirsi agli In Flames, e da quel momento Stanne è diventato la voce principale della band.
Famoso per la sua tecnica vocale in growl, dall'album Projector ha inoltre dato prova delle sue capacità di canto in pulito.
Mikael Stanne è stato il cantante della band svedese Hammerfall dal 1993 al 1996. Inoltre ha lavorato come session vocalist per la band svedese In Flames nel 1994, con i quali ha pubblicato Lunar Strain, il primo album della band, prima dell'arrivo di Friden. Nel 2021 forma, con altri ex componenti degli In Flames, i The Halo Effect.

## Discografia

### Con i Dark Tranquillity
Album in studio
- 1993 - Skydancer
- 1995 - The Gallery
- 1997 - The Mind's I
- 1999 - Projector
- 2000 - Haven
- 2002 - Damage Done
- 2005 - Character
- 2007 - Fiction
- 2010 - We Are the Void
- 2013 - Construct
- 2016 - Atoma
- 2020 - Moment
- 2024 - Endtime Signals

EP
- 1992 - A Moonclad Reflection
- 1995 - Of Chaos and Eternal Night
- 1996 - Enter Suicidal Angels
- 2004 - Lost to Apathy
- 2007 - Focus Shift
- 2012 - Zero Distance

Album dal vivo
- 2013 - For the Fans

Raccolte
- 1993 - Tranquillity
- 1996 - Skydancer + Of Chaos and Eternal Night
- 2004 - Exposures - In Retrospect and Denial
- 2009 - Manifesto of Dark Tranquillity
- 2009 - Yesterworlds - The Early Demos
- 2009 - The Dying Fragments

Demo
- 1989 - Enfeebled Earth (come Septic Broiler)
- 1991 - Trail of Life Decayed
- 1994 - Promo '94

Split
- 1999 - The Official Demo Series Vol. 1

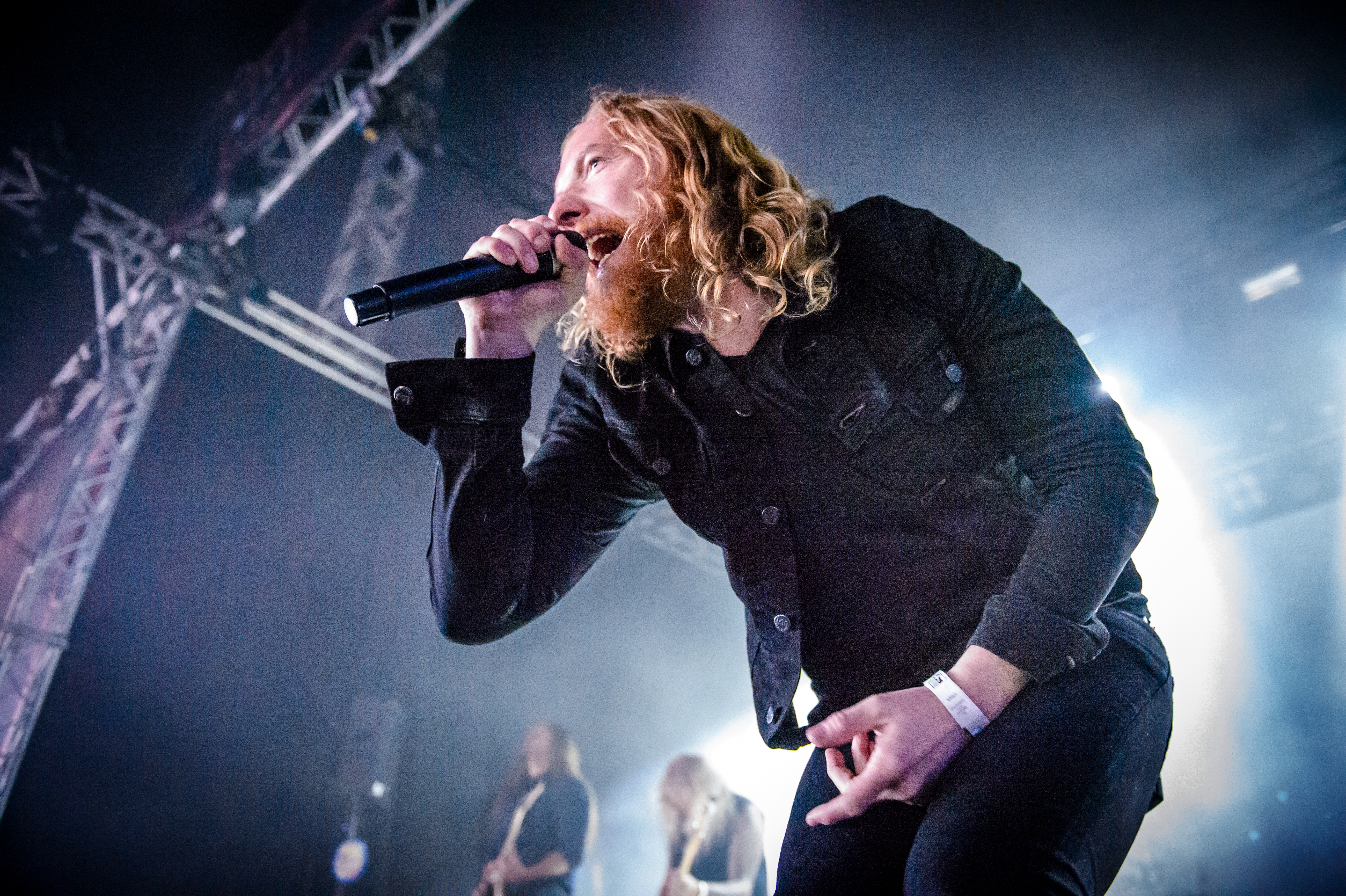
Mikael Stanne nel 2017

- 2007 - In Requiem / Fiction

### Con gli In Flames
Album in studio
- 1994 - Lunar Strain

### Con i The Halo Effect
Album in studio
- 2022 - Days of the Lost